# VALL-I
VALL-I (Víceúčelově Automatický Likvidační Lisovač – Imunizátor, v originále "WALL-E", 2008) je celovečerní animovaný film společnosti Disney-Pixar.

## Příběh
Film se odehrává na opuštěné Zemi. Zbyl zde pouze jeden robot (VALL-I), který má za úkol uklidit planetu od odpadků, kvůli kterým všichni lidé odcestovali do vesmíru. Má však jedno velké přání, držet se s někým za ruku. Svůj sen si může splnit, když na planetě přistane kosmická loď. Kosmická loď vyšle malou létající robotku EVU (environmentálně vyhledávací autosonda – EVA), která začíná na planetě něco hledat. VALL–I se beznadějně zamiluje. Poté se s ní neplánovaně vydá napříč galaxií za lidmi, kteří ze Země před 700 lety uprchli.

## Dabing
- Jan Maxián – VALL-I
- Tereza Bebarová – EVA
- Aleš Háma – M-O
- Milan Šteindler – Kapitán
- Tomáš Racek – Auto
- Petr Oliva – Shelby Forthright
- Dagmar Čárová – Lodní počítač
- Stanislav Lehký – John
- Naďa Konvalinková – Mary
- Jiří Prager – Stewardi ("stát!")
- Jana Páleníčková – Nanny

Dále, Jan Vondráček, Sabina Laurinová, Valérie Zawadská, Lucie Kožinová, Vladimír Kudla, Michal Novotný, Stanislava Jachnická a další.

## Orig. obsazení
| Ben Burtt           | VALL-I             |
| Elissa Knightová    | EVA                |
| Jeff Garlin         | Kapitán B. McCrea  |
| Fred Willard        | Shelby Forthright  |
| John Ratzenberger   | John               |
| Kathy Najimyová     | Mary               |
| Sigourney Weaverová | Počítač Lodi Axiom |
| MacInTalk           | AUTO-PILOT         |